# Капелло, Роберто
Роберто Капелло (итал. Roberto Cappello; род. 2 мая 1951, Кампи-Салентина) — итальянский пианист.
Окончил Академию Санта Чечилия в Риме (1974) по классу Родольфо Капорали. В 1975 году выиграл Национальный конкурс пианистов в Тревизо, в 1976 году стал обладателем первой премии Международного конкурса пианистов имени Бузони. Среди наиболее заметных записей Капелло — песни Шуберта в переложении Ференца Листа.
Преподаёт в Пармской консерватории, в 2010 году занял пост её директора.